# Pocshon
Pocshon (hangul: 보천군, Pocshon-kun, handzsa: 普天郡, RR: Poch'ŏn-kun, ’széles égbolt’) megye Észak-Koreában, Rjanggang (Ryanggang) tartományban.

## Földrajza
Északról Szamdzsijon (Samjiyŏn) és Tehongdan (Taehongdan) megyék, északkeletről és keletről Pegam (Paegam) megye, délről Hjeszan (Hyesan) város és Unhung (Unhŭng) megye határolja.
Legmagasabb pontja a 2433 méteres Namphotheszan (남포태산; 南胞胎山, Namp'ot'aesan).

## Közigazgatása
1 községből (up (ŭp)) 17 faluból (ri (ri)) és 2 munkásnegyedből (rodongdzsagu (rodongjagu)) áll:
| - Pocshon-up (보천읍; 普天邑, Poch'ŏn-ŭp) - Kaszan-ri (가산리; 佳山里, Kasan-ri) - Negok-ri (내곡리; 內曲里, Naegok-ri) - Tesin-ri (대신리; 大新里, Taesin-ri) - Tehung-ri (대흥리; 大興里, Taehŭng-ri) - Rjongdok-ri (룡덕리; 龍德里, Ryongdŏk-ri) - Munam-ri (문암리; 門岩里, Munam-ri) - Pekcsa-ri (백자리; 栢子里, Paekcha-ri) - Pohung-ri (보흥리; 保興里, Pohŭng-ri) - Szangnjong-ri (상룡리; 上龍里, Sangryong-ri) | - Szongbong-ri (송봉리; 松峰里, Songbong-ri) - Sinhung-ri (신흥리; 新興里, Sinhŭng-ri) - Unnam-ri (운남리; 雲南里, Unnam-ri) - Ihva-ri (의화리; 儀化里, Ŭihwa-ri) - Cshongnim-ri (청림리; 靑林里, Ch'ŏngnim-ri) - Hoszan-ri (호산리; 虎山里, Hosan-ri) - Hvadzson-ri (화전리; 樺田里, Hwajŏn-ri) - Hungszong-ri (흥성리; 興成里, Hŭngsŏng-ri) - Tedzsin-rodongdzsagu (대진로동자구; 大鎭勞動者區, Taejin-rodongjagu) - Tephjong-rodongdzsagu (대평로동자구; 大坪勞動者區, Taep'yŏng-rodongjagu) |

## Gazdaság
Természeti adottságai miatt Pocshon (Poch'ŏn) megye gazdasága erdőgazdálkodáson és földművelésen alapszik. Ipari ágazat gyanánt jelen van a bútorgyártás. Említésre méltó még az állattenyésztés és az édesvízi halászat.

## Oktatás
Pocshon (Poch'ŏn) megyében található a Kim Ir Szen (Kim Il-sung) Fizikusképző Gimnázium, emellett 21 középiskolának és 25 általános iskolának ad otthont a megye.

## Egészségügy
A megye saját kórházzal rendelkezik.

## Közlekedés
Pocshon (Poch'ŏn) megyét Hjeszan (Hyesan)tól Szamdzsijon (Samjiyŏn) és Pocshon (Poch'ŏn) vasútvonalakon, illetve közutakon lehet megközelíteni.